# Aéroport international Esenboğa
Pour les articles homonymes, voir ESB.
L'aéroport international Esenboğa (code IATA : ESB • code OACI : LTAC) (turc : Ankara Esenboğa Havalimanı ou Esenboğa Uluslararası Havalimanı) est l'aéroport international desservant la capitale turque, Ankara.  La fréquentation de cet aéroport en 2007 était de près de 5 millions de passagers et plus de 15 000 000 en 2017. Il se place au quatrième rang des aéroports turcs quant à la fréquentation après ceux d'Atatürk à Istanbul, d'Antalya et Sabiha Gökçen à Istanbul.

## Situation
Il se situe à environ 28 km d'Ankara, à l'altitude de 953 mètres.
 
| Adana Ankara Antalya Antioche Bodrum-Milas Dalaman Denizli Elâzığ Istanbul Sabiha-Gökçen Izmir Trabzon / Trébizonde Gaziantep Diyarbakır Kayseri Samsun Van Erzurum Konya Gazipaşa Malatya |

| Adana Ankara Antalya Antioche Bodrum-Milas Dalaman Denizli Elâzığ Istanbul Sabiha-Gökçen Izmir Trabzon / Trébizonde Gaziantep Diyarbakır Kayseri Samsun Van Erzurum Konya Gazipaşa Malatya |

## Statistiques
Le graphique qui aurait dû être présenté ici ne peut pas être affiché car il utilise l'ancienne extension Graph, désactivée pour des questions de sécurité. Des indications pour créer un nouveau graphique avec la nouvelle extension Chart sont disponibles ici.

Voir la requête brute et les sources sur Wikidata.

### Zoom sur l'impact du covid de 2019-2020
Le graphique qui aurait dû être présenté ici ne peut pas être affiché car il utilise l'ancienne extension Graph, désactivée pour des questions de sécurité. Des indications pour créer un nouveau graphique avec la nouvelle extension Chart sont disponibles ici.

Voir la requête brute et les sources sur Wikidata.

## Compagnies et destinations
| Compagnies          | Destinations |
| ------------------- | --- |
| Aeroflot            | Moscou Chérémétiévo |
| Air Premia          | En saison charter : Séoul-Incheon |
| Air Serbia          | Belgrade-Nikola-Tesla |
| AJet                | - Adana-Sakirpasa, - Adıyaman (en), - Ağrı (en), - Almaty, - Amman-Reine-Alia, - Amsterdam, - Antalya, - Bagdad, - Bakou-H. Aliyev, - Batman (en), - Belgrade-Nikola-Tesla, - Berlin-Brandebourg, - Beyrouth-Rafic Hariri, - Bingöl, - Bichkek Manas, - Bodrum-Milas, - Çanakkale (en), - Tekirdağ Çorlu (tr), - Dalaman, - Damas, - Diyarbakır, - Balıkesir Koca Seyit (en), - Elâzığ, - Ercan, - Erzincan (en), - Erzurum (en), - Francfort, - Gaziantep-Oğuzeli, - Gazipaşa-Alanya, - Hakkâri-S. Eyyubi (tr), - Antioche, - Iğdır (tr), - Istanbul-S. Gökçen, - Izmir-A. Menderes, - Kahramanmaraş (tr), - Kars Harakani (tr), - Kayseri-Erkilet, - Malatya Erhaç (tr), - Mardin (tr), - Moscou-Vnoukovo, - Muş (tr), - Noursoultan, - Ordu-Giresun, - Paris-Charles de Gaulle, - Rize-Artvin, - Samsun-Çarşamba, - Şanlıurfa GAP (en), - Şırnak Şerafettin Elçi (en), - Tabriz, - Tachkent, - Téhéran-Imam-Khomeini, - Tokat (tr), - Trabzon/Trébizonde, - Van-F. Melen (en), - Vienne-Schwechat, - Yenişehir En saison : - Bruxelles-National, - Cologne/Bonn-K. Adenauer, - Düsseldorf, - Hambourg-H.-Schmidt, - Hanovre, - Munich-F. J. Strauß, - Stockholm-Arlanda, - Stuttgart |
| Azerbaijan Airlines | Bakou-H. Aliyev |
| Buta Airways        | Bakou-H. Aliyev |
| Corendon Airlines   | En saison : Cologne/Bonn-K. Adenauer, Düsseldorf, Nuremberg-A. Dürer |
| FlyArystan          | Noursoultan |
| Fly Baghdad         | Bagdad, Erbil |
| flydubai            | Dubaï |
| Iraqi Airways       | Bagdad, Erbil, Kirkuk |
| Kam Air             | Kaboul |
| Mahan Air           | Téhéran-Imam-Khomeini |
| Pegasus Airlines    | - Almaty, - Amman-Reine-Alia, - Antalya, - Bodrum-Milas, - Bucarest-H. Coandă, - Cologne/Bonn-K. Adenauer, - Tekirdağ Çorlu (tr), - Dubaï, - Düsseldorf, - Erbil, - Ercan, - Francfort, - Hambourg-H.-Schmidt, - Istanbul-S. Gökçen, - Izmir-A. Menderes, - Londres-Stansted, - Charjah, - Stockholm-Arlanda, - Stuttgart, - Tbilissi-C. Roustavéli, - Téhéran-Imam-Khomeini, - Vienne-Schwechat En saison : Berlin-Brandebourg, Moscou-Domodédovo, Varsovie-Chopin |
| Qatar Airways       | Doha-Hamad |
| Qeshm Air           | Téhéran-Imam-Khomeini |
| Saudia              | Djeddah - Roi-Abdelaziz, Médine-Prince M. Bin Abdulaziz |
| SunExpress          | Düsseldorf, Francfort, Hanovre, Munich-F. J. Strauß En saison : - Amsterdam, - Berlin-Brandebourg, - Bruxelles-National, - Cologne/Bonn-K. Adenauer, - Copenhague-Kastrup, - Hambourg-H.-Schmidt, - Stockholm-Arlanda, - Stuttgart, - Tbilissi-C. Roustavéli, - Vienne-Schwechat, - Zurich |
| Transavia France    | En saison : Paris-Orly |
| Turkish Airlines    | Istanbul En saison : Francfort, Djeddah - Roi-Abdelaziz, Médine-Prince M. Bin Abdulaziz |
| UR Airlines         | Bagdad |
| Wizz Air            | Abou Dabi |

Édité le 14/03/2019. Actualisé le 21/05/2023.